# Gare de Pont-de-Veyle
Gare de Pont-de-Veyle vasútállomás Franciaországban, Crottet településen.

## Vasútvonalak
Az állomást az alábbi vasútvonalak érintik:
- Mâcon-Ambérieu-vasútvonal

## Kapcsolódó állomások
A vasútállomáshoz az alábbi állomások vannak a legközelebb:
- Gare de Mâcon-Ville
- Gare de Vonnas